# HD 114783 b
HD 114783 b是一顆位於室女座的太陽系外行星，質量下限大約相等於木星，不過它的真實質量目前不明，但可能不會比質量下限高出許多。它和母恆星的距離比日地距離高20%，且軌道極接近圓形。

## 外部連結
- . Exoplanets.   [2012-11-23]. （原始内容存档于2012-03-04）.